# Chaetomitrium perarmatum
Chaetomitrium perarmatum är en bladmossart som beskrevs av Brotherus 1926. Chaetomitrium perarmatum ingår i släktet Chaetomitrium och familjen Hookeriaceae. Inga underarter finns listade i Catalogue of Life.